# Canton de Nanterre-1
Le canton de Nanterre-1 est une circonscription électorale française située dans le département des Hauts-de-Seine et la région Île-de-France. 

## Histoire
Un nouveau découpage territorial des Hauts-de-Seine entre en vigueur à l'occasion des premières élections départementales suivant le décret du 26 février 2014. Les conseillers départementaux sont, à compter de ces élections, élus au scrutin majoritaire binominal mixte. Les électeurs de chaque canton élisent au Conseil départemental, nouvelle appellation du Conseil général, deux membres de sexe différent, qui se présentent en binôme de candidats. Les conseillers départementaux sont élus pour 6 ans au scrutin binominal majoritaire à deux tours, l'accès au second tour nécessitant 12,5 % des inscrits au 1er tour. En outre la totalité des conseillers départementaux est renouvelée. Ce nouveau mode de scrutin nécessite un redécoupage des cantons dont le nombre est divisé par deux avec arrondi à l'unité impaire supérieure si ce nombre n'est pas entier impair, assorti de conditions de seuils minimaux. Dans les Hauts-de-Seine, le nombre de cantons passe ainsi de 45 à 23.
Le canton de Nanterre-1 est créé par ce décret. Il est formé d'une fraction de la commune de Nanterre. Il est entièrement inclus dans l'arrondissement de Nanterre. Le bureau centralisateur est situé à Nanterre.

## Représentation
| Période élective | Période élective | Mandat | Mandat   | Identité        | Nuance | Nuance | Qualité |
| ---------------- | ---------------- | ------ | -------- | --------------- | ------ | ------ | --- |
| 2015             | 2021             | 2015   | 2021     | Laureen Genthon |        | PCF    | Assistante de direction Adjointe au Maire de Nanterre (2020 → )                                              |
| 2015             | 2021             | 2015   | 2021     | Patrick Jarry   |        | FG     | Ingénieur Maire de Nanterre (2004 → 2023) Ancien conseiller général du canton de Nanterre-Nord (2008 → 2015) |
| 2021             | 2028             | 2021   | en cours | Laureen Genthon |        | PCF    | Conseillère sortante                                                                                         |
| 2021             | 2028             | 2021   | en cours | Patrick Jarry   |        | DVG    | Conseiller sortant                                                                                           |

### Résultats détaillés

#### Élections de mars 2015
À l'issue du 1er tour des élections départementales de 2015, deux binômes sont en ballottage : Laureen Genthon et Patrick Jarry (FG, 42,3 %) et Alexandre Guillemaud et Lorraine Regis (Union de la Droite, 19,71 %). Le taux de participation est de 40,61 % (11 939 votants sur 29 398 inscrits) contre 46,11 % au niveau départemental et 50,17 % au niveau national.
Au second tour, Laureen Genthon et Patrick Jarry (FG) sont élus avec 63,69 % des suffrages exprimés et un taux de participation de 37,74 % (6 640 voix pour 11 094 votants et 29 398 inscrits).

#### Élections de juin 2021
Le premier tour des élections départementales de 2021 est marqué par un très faible taux de participation (33,26 % au niveau national). Dans le canton de Nanterre-1, ce taux de participation est de 26,44 % (8 490 votants sur 32 107 inscrits) contre 35,09 % au niveau départemental. À l'issue de ce premier tour, deux binômes sont en ballottage : Laureen Genthon et Patrick Jarry (Union à gauche, 41,46 %) et Marie-Hélène Decis-Lartigau et Christophe Ribault (DVD, 15,32 %).
Le second tour des élections est marqué une nouvelle fois par une abstention massive équivalente au premier tour. Les taux de participation sont de 34,36 % au niveau national, 37,05 % dans le département et 28,31 % dans le canton de Nanterre-1. Laureen Genthon et Patrick Jarry (Union à gauche) sont élus avec 62,92 % des suffrages exprimés (5 372 voix pour 9 094 votants et 32 124 inscrits),,.

## Composition
| Nom                              | Code Insee | Intercommunalité         | Superficie (km2) | Population (dernière pop. légale)                | Densité (hab./km2) | Modifier                                    |
| -------------------------------- | ---------- | ------------------------ | ---------------- | ------------------------------------------------ | ------------------ | ------------------------------------------- |
| Nanterre (bureau centralisateur) | 92050      | Métropole du Grand Paris | 12,19            | Fraction : 66 219 (2022) Commune : 98 119 (2022) | 8 049              | modifier les données · modifier les données |
| Canton de Nanterre-1             | 9219       |                          |                  | 66 219 (2022)                                    |                    | modifier les données                        |

Le canton de Nanterre-1 comprend la partie de la commune de Nanterre située au nord et à l'ouest d'une ligne définie par l'axe des voies et limites suivantes : depuis la limite territoriale de la commune de Rueil-Malmaison, rue de Garches, rue des Chailliers, rue Elisée-Reclus, rue Paul-Vaillant-Couturier, rue Daniel-Becker, rue de la Source, rue Marcel-Génin, rue des Alouettes, rue de Suresnes, rue Sadi-Carnot, rue des Venets, avenue Frédéric-et-Irène-Joliot-Curie, place Nelson-Mandela, avenue François-Arago, ligne de chemin de fer, jusqu'à la limite territoriale de la commune de Courbevoie.
Le canton comprend 80 % du territoire de la ville de Nanterre.

## Démographie
En 2022, le canton comptait 66 219 habitants, en évolution de +3,64 % par rapport à 2016 (Hauts-de-Seine : +2,75 %, France hors Mayotte : +2,11 %).
| 2013   | 2018   | 2022   |
| ------ | ------ | ------ |
| 60 923 | 65 218 | 66 219 |